# Omar Alderete
Omar Federico Alderete Fernández (Asuncion, 26 december 1996) is een Paraguayaans voetballer die doorgaans als centrale verdediger speelt. Hij verruilde Hertha BSC in juli 2023 voor Getafe, dat hem in het voorgaande seizoen al huurde. Alderete debuteerde in 2018 in het Paraguayaans voetbalelftal.

## Clubcarrière
Alderete stroomde in 2016 door vanuit de jeugd van Cerro Porteño. Hiervoor speelde hij dat jaar zijn eerste wedstrijden in de Primera División en in de Copa Sudamericana. Nadat hij in anderhalf jaar zeventien competitiewedstrijden speelde, verhuurde Cerro Porteño hem in juli 2017 voor een jaar aan Gimnasia de La Plata. Direct daarna vertrok hij definitief, naar Huracán. Hier zat hij het grootste deel van het seizoen ongebruikt op de reservebank.
Alderete verruilde de Argentijnse competitie in juli 2019 voor FC Basel, de nummer twee van Zwitserland in het voorgaande seizoen. Alderete was gedurende 2019/20 vrijwel het hele seizoen basisspeler. Hij haalde met Basel de finale van de nationale beker en de kwartfinale van de Europa League. Hij begon met de Zwitserse ploeg ook aan het seizoen 2020/21, maar verhuisde in oktober 2020 naar Hertha BSC. Bij de Duitsers speelde hij een halfjaar regelmatig, maar daarna sporadisch. Hertha verhuurde Alderete gedurende 2021/22 aan Valencia en in 2022/23 aan Getafe. Getafe nam hem in juli 2023 vervolgens definitief over.

## Interlandcarrière
Alderete maakte deel uit van verschillende Paraguayaanse nationale jeugdselecties. Hij nam met Paraguay –17 deel aan het Zuid-Amerikaans kampioenschap –17 van 2013 en met Paraguay –20 aan het Zuid-Amerikaans kampioenschap –20 van 2015. Alderete debuteerde op 20 november 2018 in het Paraguayaans voetbalelftal. Bondscoach Juan Carlos Osorio liet hem toen een helft spelen in een oefeninterland tegen Zuid-Afrika. Bondscoach Eduardo Berizzo nam Alderete een kleine drie jaar na zijn debuut mee naar de Copa América 2021, zijn eerste eindtoernooi.